# Wojciech Brzozowski

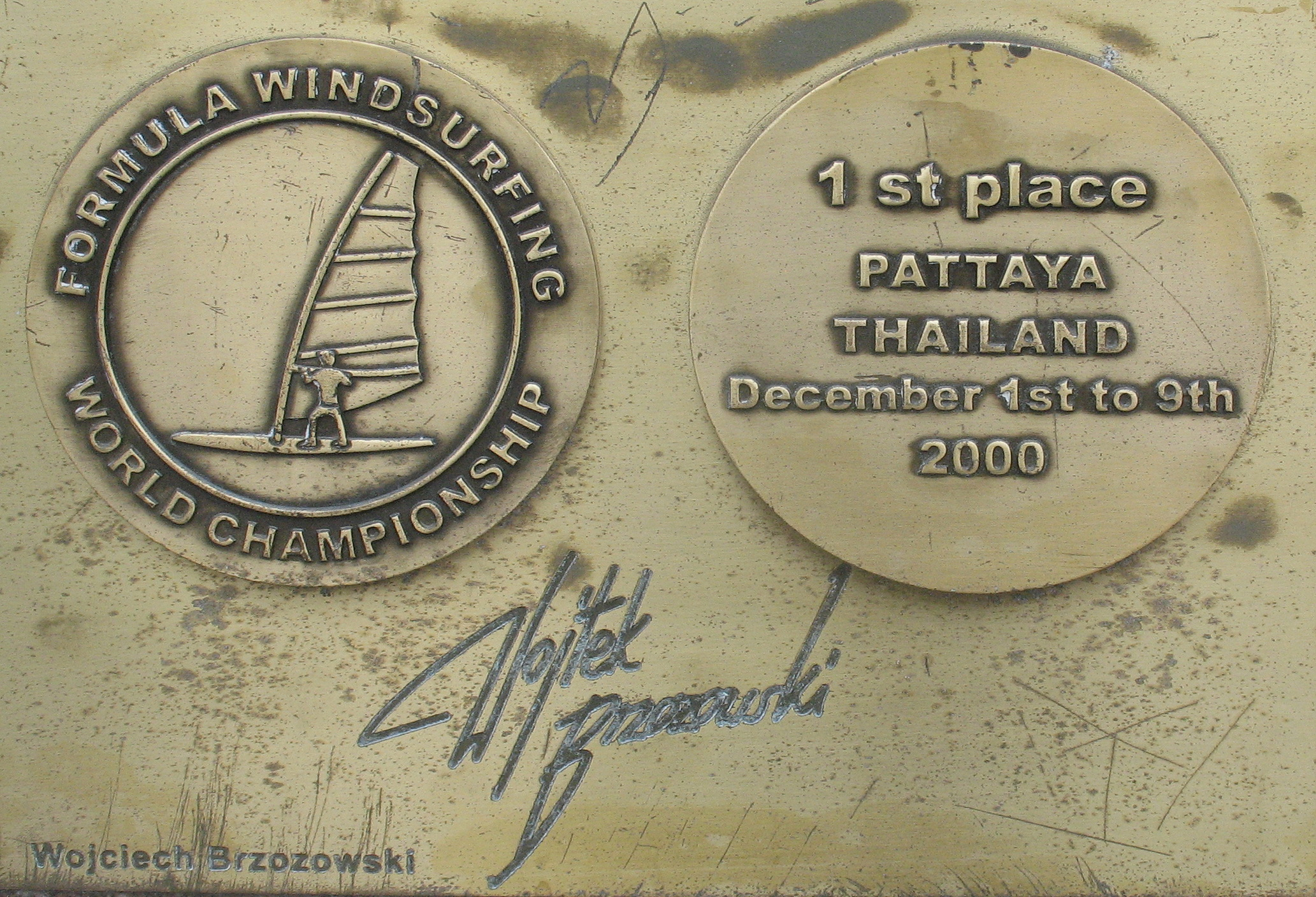
Kopia medalu i autograf W. Brzozowskiego w Alei Gwiazd Sportu w Dziwnowie

Wojciech Brzozowski (ur. 2 sierpnia 1976 w Warszawie) – polski zawodnik windsurfingu, siedmiokrotny mistrz świata w tej dyscyplinie, ma na swoim koncie także liczne zwycięstwa w Pucharze Świata, Europy i Polski. Od 2012 do 2016 roku był prezesem Polskiego Stowarzyszenia Windsurfingu.

## Życiorys
W młodości trenował jazdę na nartach w Warszawskim Klubie Narciarskim. W wieku 10 lat zamienił sporty zimowe na windsurfing. Pierwsze sukcesy w sporcie przyszły w wieku juniorskim. Dwukrotnie wygrywał w Mistrzostwach Europy Juniorów, dziewięciokrotnie stawał na podium. W 1998 wygrał pierwsze Mistrzostwa Świata w klasie Formula Windsurfing, rozpoczynając tym samym pasmo seniorskich sukcesów na arenie międzynarodowej. Od tej pory jeszcze sześciokrotnie zdobył tytuł Mistrza Świata. W 2000 pokonał wszystkich rywali na Mistrzostwach Świata IFCA, zdobywając trzy złote medale, w tym w konkurencji Slalom. W 2004 został Mistrzem Europy, dziesięciokrotnie był najlepszym windsurferem w Polsce.
W 2006 doznał poważnej kontuzji podczas pływania na wakeboardzie. Długi okres rehabilitacji wykorzystał na założenie własnego przedsiębiorstwa produkującego łodzie motorowe, Navia Design. Pierwszy projekt jego autorstwa, Navia One, zdobył nagrodę za najlepszy debiut na targach Boat Show w Łodzi oraz prestiżową nagrodę miesięcznika Machina Design. Brzozowski zdobył również tytuł magistra na kierunku zarządzenie i marketing w Akademii Leona Koźmińskiego. Brzozowski wrócił do wysokiej formy i w 2008 po raz siódmy w karierze zdobył tytuł Mistrza Świata.
6 marca 2015 brał udział w trzeciej emitowanej przez telewizję Polsat edycji programu Dancing with the Stars. Taniec z gwiazdami. Jego partnerką taneczną była Paulina Janicka, z którą odpadł w pierwszym odcinku, zajmując ostatnie, 12. miejsce.
26 stycznia 2019 wziął ślub ze swoją wieloletnią partnerką Aurelią Krząkałą.

## Osiągnięcia i wyróżnienia
1999
- 1. miejsce – Mistrzostwa Świata klasy Formuły Windsurfing
- 6. miejsce – Puchar Świata klasy Speed
- 4. miejsce – Mistrzostwa Świata klasy Funboard[5]

2000
- 1. miejsce – Mistrzostwa Świata klasy Funboard
- 1. miejsce – Mistrzostwa Świata klasy Formuły Windsurfing

2001
- 3. miejsce – Mistrzostwa Świata klasy Formuły Windsurfing
- 1. miejsce – Puchar Europy klasy Formuły Windsurfing

2002
- 2. miejsce – Mistrzostwa Świata klasy Funboard
- 3. miejsce – Mistrzostwa Świata klasy Formuły Windsurfing
- 2. miejsce – Puchar Świata klasy Formuły Windsurfing

2003
- 3. miejsce – Mistrzostwa Świata Course Racingu
- 3. miejsce – Mistrzostwa Świata klasy Funboard
- 3. miejsce – Mistrzostwa Świata klasy Formuły Windsurfing
- 1. miejsce – Puchar Europy klasy Formuły Windsurfing

2004
- 1. miejsce – Mistrzostwa Europy klasy Formuły Windsurfing

2005
- 2. miejsce – Mistrzostwa Świata klasy Formuły Windsurfing
- 2. miejsce – Mistrzostwa Europy klasy Formuły Windsurfing

2006
- 2. miejsce – Mistrzostwa Europy klasy Formuły Windsurfing

2008
- 1. miejsce – Mistrzostwa Świata klasy Formuły Windsurfing
- 2. miejsce – Mistrzostwa Europy klasy Formuły Windsurfing
- 1. miejsce – Puchar Europy klasy Formuły Windsurfing

2009
- 2. miejsce – Mistrzostwa Świata klasy Formuły Windsurfing